# Winifred Watson
Winifred Watson (ur. 20 października 1906, zm. 5 sierpnia 2002) – brytyjska pisarka-prozaik.

## Życiorys
Winifred Watson urodziła się 20 października 1906 roku. Watson większość życia spędziła w Jesmond, przedmieściu Newcastle upon Tyne zamieszkanym głównie przez klasę średnią. Jej ojciec był właścicielem czterech sklepów zaopatrujących robotników w żywność. Miała dwie starsze siostry i brata bliźniaka. Po ukończeniu szkoły trafiła do college'u, a następnie rozpoczęła pracę sekretarki w Newcastle. W pracy miała dużo wolnego czasu, który zaczęła poświęcać na pisanie powieści z gatunku, jaki sama lubiła czytać. Jako sekretarka pracowała do roku 1935, a w następnym roku wyszła za mąż za Leslie Pickeringa (zm. 1969).
W latach 30. i na początku lat 40. napisała sześć pozytywnie przyjętych i ocenionych powieści, poświęconych kobietom, które otrzymują w życiu drugie szanse. Jej pierwsza powieść, z 1934 roku, uzyskała na tyle dobre wyniki wydawnicze, że opracowano jej adaptację radiową dla BBC. Powieść z roku 1938, Niezwykły dzień panny Pettigrew, nie spodobała się wydawcy; zgodził się ją opublikować jedynie pod warunkiem szybkiego napisania kolejnej pozycji, która ukazała się jeszcze w tym samym roku. Watson uważała jednak, że jej powieść będzie sukcesem wydawniczym i istotnie sprzedawała się lepiej niż napisana pod presją wydawcy Upyonder; została także wydana w Stanach Zjednoczonych, Francji, Australii i Niemczech.
W 1941 roku urodził się jej syn, Keith. W 1943 roku jej dom został zbombardowany; była zmuszona zamieszkać, z mężem i synem, w domu teściowej, w którym nie była w stanie pisać.
Na wiele lat popadła w zapomnienie. Ponowną popularność przyniosła jej wydana pod koniec 2000 roku reedycja powieści Niezwykły dzień panny Pettigrew. Na podstawie książki w 2008 roku powstał film pod tym samym tytułem.
Zmarła 5 sierpnia 2002 roku.

## Powieści[1]
- Fell-Top (1934)
- Odd Shoes (1936)
- Niezwykły dzień panny Pettigrew (Miss Pettigrew Lives For A Day, 1938)
- Upyonder (1938)
- Hop, Step And Jump (1939)
- Leave And Bequeath (1943)